# 鏡新明智流
鏡新明智流（きょうしんめいちりゅう）は、日本の剣術の流派。二刀、居合、契木術なども含む。鏡心明智流とも表記されている。

## 概要
安永年間（1772年 - 1780年）に桃井直由（初代桃井春蔵）が創始した。流派名は戸田流抜刀術の形名「鏡心」に因み「鏡心明智流」とされ、後に「鏡新明智流」と改められた。ただしその後も両方の表記がみられる。
幕末期には神道無念流や北辰一刀流と並ぶ隆盛を誇ったが、明治時代以降、継承が途絶えた。竹刀打ち込み試合稽古を中心としていたことから、現代剣道への発展の過程で流派の形を消失したと考えられる。

## 歴史
桃井直由は安永2年（1773年）、日本橋南茅場町（現東京都中央区）に士学館道場を開き、自身の修得した戸田流、一刀流、柳生流、堀内流を合わせ鏡心明智流を創始した。このとき芝神明社に掲げた記念の額が他流を刺激し、次々に試合を要求されてしまった。直由は病気を理由に断り、その養子の直一は度々負けたため、鏡心明智流は評判を落とした。
直一は2代目桃井春蔵を継ぐと、士学館を南八丁堀大富町蜊河岸（現中央区新富）に移転させた。桃井直正（4代目桃井春蔵）の代には隆盛を誇り、安政3年（1856年）には土佐から江戸に出てきた武市瑞山、岡田以蔵ら維新の志士も入門した。後に神道無念流練兵館、北辰一刀流玄武館と並ぶ幕末江戸三大道場の一つに数えられた。
明治12年（1879年）、警視庁に撃剣世話掛が創設されると、士学館の高弟であった上田馬之助、梶川義正、逸見宗助が最初に登用され、これに続いて阪部大作、久保田晋蔵、兼松直廉などの弟子も採用された。その後警視庁で制定された警視流木太刀形と警視流立居合にも、鏡新明智流の形が採用された。
現在、鏡新明智流は失伝したが、末流である鏡心流に抜刀形が10本と、警視流木太刀形、警視流立居合に1本ずつ残っている。また、支流である直猶心流剣術の組太刀名は鏡新明智流の初伝と多くの部分が共通している。